# Cirknica
Cirknica – wieś w Słowenii, w gminie Šentilj. W 2018 roku liczyła 112 mieszkańców.